# رهبر قنبری
رهبر قنبری (زادهٔ ۱۳۴۰ در اردبیل) کارگردان، مستندساز، نویسنده و تدوینگر ایرانی است.

## فعالیت سینمایی
رهبر قنبری در سال ۱۳۴۰ در شهر اردبیل متولد شد. او که فارغ‌التحصیل مرکز اسلامی آموزش فیلمسازی باغ فردوس است فعالیت سینمایی خود را سال ۱۳۶۶ با کارگردانی فیلم کوتاه آغاز کرد. از فعالیت‌های دیگر وی می‌توان به تدریس در انجمن سینمای جوانان، نگارش فیلمنامه، ساخت آثار مستند و تلویزیونی اشاره کرد. او در سال ۱۳۸۰ با نویسندگی و کارگردانی فیلم «پرنده باز کوچک» به جمع کارگردانان سینمای ایران پیوست.

## جوایز
فیلم‌های قنبری در جشنواره‌های جهانی و کشوری حضور داشته و جوایزی کسب نموده‌است:
- سینه کید آمستردام
- دریافت جایزه بهترین فیلم برای «پرنده باز کوچک» در فستیوال المپیای یونان
- دریافت جایزه بهترین موسیقی فیلم برای «پرنده باز کوچک» در جشنواره مذهب امروز ایتالیا
- دریافت جایزه بهترین کارگردانی برای «او» از جشنواره فیلم فجر و جایزه بهترین فیلم از جشنواره مذهب امروز ایتالیا[۲]
- پروانه زرین بخش بین‌الملل جشنواره فیلم کودک همدان برای فیلم «و کسی در راه است» ۱۳۸۸[۳]
- جایزه بهترین فیلمنامه برای «روییدن در باد» بیست و ششمین دوره جشنواره فیلم کودک و نوجوان ۱۳۹۲[۴]

## کارنامهٔ سینمایی

### کارگردان فیلم سینمایی
- اینان (1400)[۵]
- فصل بلوغ(۱۳۹۳)[۶]
- روییدن در باد (۱۳۹۰)[۷]
- عروسی حسین (۱۳۸۳)[۸]
- او (فیلم) (۱۳۸۲)[۹]
- پرنده باز کوچک (۱۳۸۰)[۱۰]

### کارگردان فیلم تلویزیونی
- «پنجره»[۱۱]
- «مثل یک پدر»[۱۲]
- «رسم رفاقت»[۱۳]
- «ازمیان سایه‌ها»[۱۴]
- «و کسی در راه است»[۱۵]

### کارگردان فیلم مستند
- تب مسین[۱۶]
- آینه‌های غبار گرفته[۱۷]
- بر توسن خیال یار[۱۸]
- شیخ محمد خیابانی[۱۹]
- بلندی‌های تات نشین[۲۰]

### نویسنده
- فصل بلوغ (۱۳۹۳)
- روییدن در باد (۱۳۹۰)
- عروسی حسین (۱۳۸۳)
- او (فیلم) (۱۳۸۲)
- پرنده باز کوچک (۱۳۸۰)
- مرد پنجم (۱۳۷۳)

### تدوین
- عروسی حسین (۱۳۸۳)
- او (فیلم) (۱۳۸۲)

### اهدای تندیس لوحکوروش کبیربه گنجینه آثار اهدایی هنرمندان
رهبر قنبری، کارگردان، نویسنده، مستندساز و مدرس سینما در دی ماه ۱۳۹۳ طی نامه‌ای تندیس لوح کوروش کبیر را به گنجینه آثار اهدایی هنرمندان اهدا کرد.
در متن این یادداشت آمده‌است: تندیس لوح کوروش کبیر که نمونه‌ای از آن به پیوست نامه حاضر تقدیم می‌گردد، مربوط به کاروان چابک سواران ایرانی است که در سال ۲۰۰۸ میلادی و پس از ثبت در تقویم جهانی المپیک از کشورمان تا شهر پکن، یعنی محل برگزاری المپیک را زمینی پیموده‌اند و با توجه به همراهی یک گروه مستندساز به کارگردانی اینجانب، گروه چابک سواران با اخذ اجازه از کمیته ملی المپیک کشورمان و همچنین نهاد ریاست جمهوری به تقاضای بنده برای اهدای تعداد معدودی از لوح حاضر به هنرمندان کشورمان موافقت کردند و لذا تعداد ۱۱ فقره از لوح حاضر قبلاً به سایر هنرمندان تقدیم گردیده و تندیس حاضر نیز در اختیار پایگاه حمایت از فیلم کوتاه مستقل قرار می‌گیرد تا هر آنگونه که صلاح می‌داند در جهت حمایت از فیلمسازان اقدام نماید. امید است تندیس حاضر جهت رشد و شکوفایی سینمای کوتاه و مستند مستقل مؤثر ثمر واقع گردد.